# Kouensah
Kouensah (ou Kounsaah, Nkounsaha, Koussaha) est un village du Cameroun situé dans le département du Ndé et la Région de l'Ouest. Il fait partie de l'arrondissement de Bangangté.

## Population
En 1966, le village comptait 99 habitants. Lors du recensement de 2005, on y a dénombré 148 personnes.